# Клайн, Мэдлин
Мэдлин Клайн (англ. Madelyn Cline; род. 21 декабря 1997, Чарлстон, Южная Каролина, США) — американская актриса, известная в первую очередь благодаря роли Сары Кэмерон в сериале «Внешние отмели».

## Биография
Мэдлин Клайн родилась в Чарлстоне (Южная Каролина) в семье Марка Клайна, инженера, и Пэм Клайн, агента по недвижимости. Ещё в школе она начала сниматься в телевизионной рекламе, в том числе для T-Mobile и Sunny D. Окончив школу, Клайн поступила в университет, но в 19 лет бросила учёбу ради работы в кино и на телевидении. Она начала с эпизодических ролей (Хлоя в «Стёртой личности», Тейлор Уоттс в «Завучах», небольшие роли в «Первородных» и «Очень странных делах»). В 2018 году Клайн получила роль Сары Кэмерон в сериале Netflix «Внешние отмели», первый сезон которого вышел 15 апреля 2020 года и получил положительные отзывы. В 2022 году актриса появилась в фильме «Достать ножи: Стеклянная луковица».
Клайн состояла в отношениях со своим партнёром по «Внешним отмелям» Чейзом Стоксом (2020—2021), с диджеем Заком Биа (2021—2022), с певцом Джексоном Гати (2022—2023), с комиком Питом Дэвидсоном (2023—2024).

## Фильмография
| Год       |   | Русское название                  | Оригинальное название             | Роль         |
| --------- | - | --------------------------------- | --------------------------------- | ------------ |
| 2017      | с | Древние                           | The Originals                     | Джессика     |
| 2018      | ф | Стёртая личность                  | Boy Erased                        | Хлоя         |
| 2018—2018 | с | Завучи                            | Vice Principals                   | Тейлор Уоттс |
| 2018—2018 | с | Очень странные дела               | Stranger Things                   |              |
| 2020      | с | Внешние отмели                    | Outer Banks                       | Сара Кэмерон |
| 2022      | ф | Достать ножи: Стеклянная луковица | Glass Onion: A Knives Out Mystery | Уиски        |